# Incydent w Nangar Chel

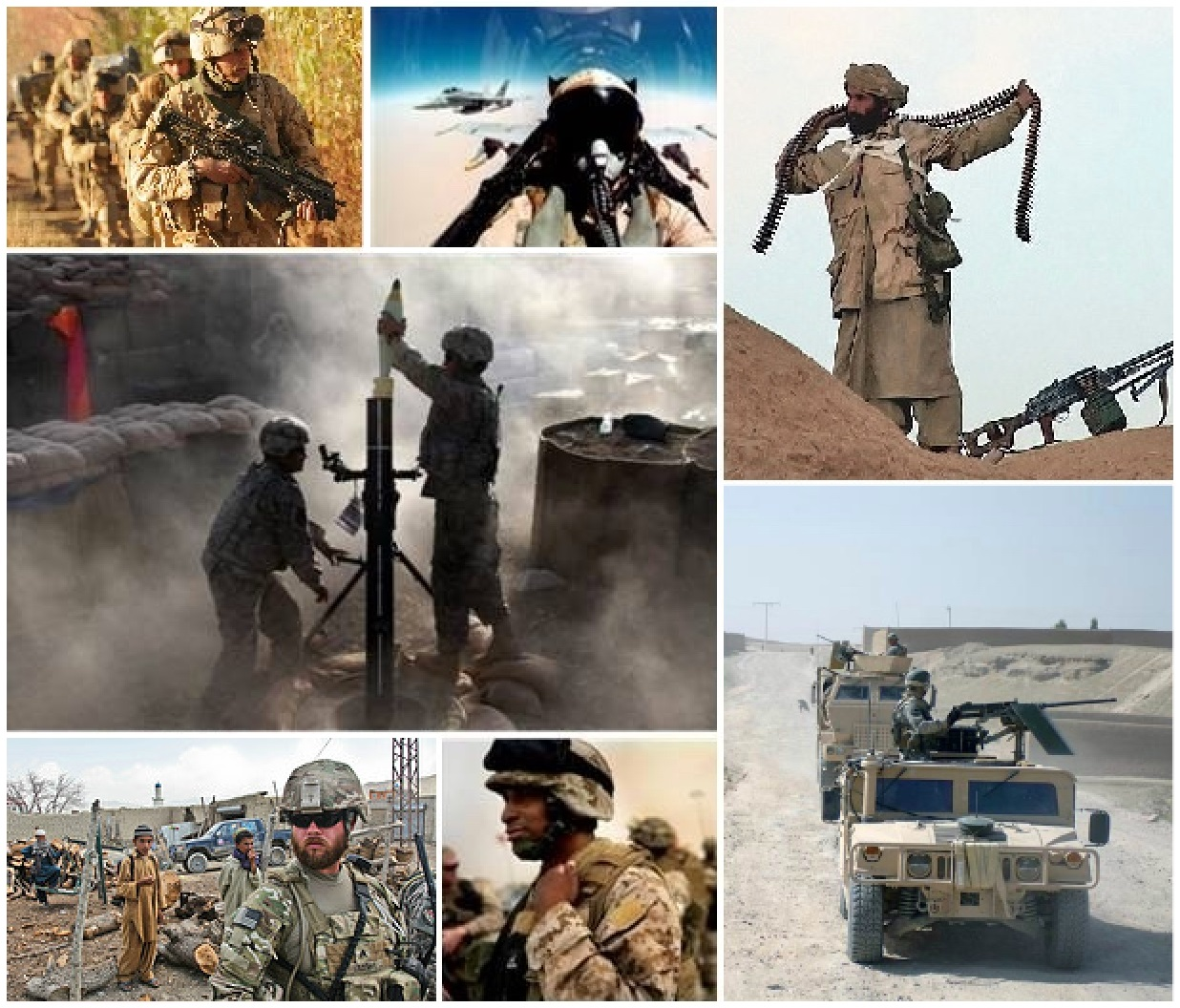
Kolaż zdjęć z konfliktu w Afganistanie

Incydent w wiosce Nangar Chel miał miejsce 16 sierpnia 2007, 28 km na północ od miasta Wazacha w Afganistanie, gdzie znajdowała się Jednostka Wojskowa 4814 „W” Wojska Polskiego. Żołnierze polscy przeprowadzili ostrzał wielkokalibrowym karabinem maszynowym i granatami moździerzowymi kal. 60 mm (cztery granaty spadły na zabudowania), w wyniku którego śmierć poniosło sześć osób, trzy zostały ciężko ranne. Wśród poszkodowanych znajdowali się mężczyźni, kobiety i dzieci. Ciężko rannych przewieziono później na leczenie do Polski, a rodzinom zabitych wypłacono odszkodowania.
W wyniku wjechania ok. godz. 8.15 na minę pułapkę pojazdu ISAF koło miejscowości Nangar Chel zostały uszkodzone dwa pojazdy. Kilka godzin po tym zdarzeniu na miejsce został skierowany patrol. Uczestnicy patrolu początkowo twierdzili, że zostali ostrzelani przez napastników, którzy wycofali się następnie do pobliskiej wioski. Później część uczestników patrolu, będąca zarazem współoskarżonymi oświadczyła, że współrzędne do ostrzału moździerzowego otrzymano od dowódcy bazy, a trafienie budynków w wiosce mogło być wynikiem błędu w obsłudze moździerza lub wadliwego sprzętu.
Według ustaleń prokuratora Karola Frankowskiego, szefa Wydziału II Oddziału do Spraw Przestępczości Zorganizowanej Naczelnej Prokuratury Wojskowej, przybyłemu na miejsce patrolowi nic nie zagrażało – nie zaatakowali ich ani partyzanci, ani miejscowa ludność cywilna. Uważa, że żołnierze uzgodnili między sobą wersję wydarzeń. Żołnierzom postawiono zarzuty złamania prawa wojennego, sześciu groziła kara pozbawienia wolności od lat 12, 25 lat pozbawienia wolności albo dożywotniego pozbawienia wolności, a jednemu groziła kara od 5 lat pozbawienia wolności albo 25 lat pozbawienia wolności.
14 listopada skierowano do Wojskowego Sądu Garnizonowego w Poznaniu wnioski o zastosowanie w stosunku do nich tymczasowego aresztowania na trzy miesiące. 15 listopada sąd uwzględnił pozytywnie wnioski, argumentując to tym, iż istnieje duże prawdopodobieństwo popełnienia zbrodni wojennej przez podejrzanych, groźbą matactwa oraz wysokim zagrożeniem ustawowym kary. 9 maja 2008 Wojskowy Sąd Okręgowy w Warszawie zwolnił z aresztu trzech oskarżonych, starszych szeregowych. Czterech żołnierzy, dwóch oficerów i dwóch podoficerów zostało zwolnionych 10 czerwca 2008.
6 lipca 2008 roku prokurator ostatecznie zamknął śledztwo i skierował akt oskarżenia do Wojskowego Sądu Okręgowego w Warszawie. Kwalifikacja prawna czynów zarzucanych żołnierzom się nie zmieniła, jedynie w odniesieniu do trzech szeregowców uzupełniono ją o okoliczność działania w stanie ograniczonej poczytalności, co jest przesłanką do fakultatywnego zastosowania nadzwyczajnego złagodzenia kary.
W lipcu 2010 WikiLeaks ujawniło tajny raport w sprawie Nangar Chel, uzasadniający użycie broni przez Polaków.
1 czerwca 2011 roku Wojskowy Sąd Okręgowy w Warszawie uniewinnił wszystkich 7 żołnierzy i oficerów, którzy brali udział w incydencie w Nangar Chel. W uzasadnieniu sędzia wskazał na brak dostatecznych dowodów, dzięki którym możliwe by było wskazanie na celowość ostrzału wioski przez polskich żołnierzy.
W 2012 roku Sąd Najwyższy – na skutek apelacji prokuratora – prawomocnie uniewinnił jednego z oficerów (były dowódca bazy) i dwóch szeregowych. Natomiast sprawa pozostałych członków 1 plutonu szturmowego wróciła do ponownego rozpoznania do WSO. Przekazanie do ponownego rozpoznania w pierwszej instancji dotyczyło: ppor. Łukasza Bywalca, chor. Andrzeja Osieckiego, plut. rezerwy Tomasza Borysiewicza i st. szer. rez. Damiana Ligockiego (zgadzają się na podawanie nazwisk).
19 marca 2015 Wojskowy Sąd Okręgowy uznał, że nie ma przekonującego dowodu, że doszło do popełnienia zbrodni wojennej przez oskarżonych, co nie oznacza, że nie popełnili oni przestępstwa. Sąd przypisał im odpowiedzialność za wykonanie rozkazu niezgodnie z jego treścią i obowiązującymi Polski Kontyngent Wojskowy w Afganistanie zasadami użycia broni, a w wypadku jednego z oskarżonych, dodatkowo, za nieostrożne obchodzenie się z bronią (moździerzem LM-60), czego następstwem była śmierć i ciężkie obrażenia ciała innych osób. Sąd skazał trzech z oskarżonych na kary od 6 miesięcy do 2 lat pozbawienia wolności z warunkowym zawieszeniem ich wykonania, a wobec czwartego warunkowo umorzył postępowanie. Ponadto sąd nakazał podanie wyroku do publicznej wiadomości poprzez jego odczytanie na zbiórkach oficerów wojska.
17 lutego 2016 Izba Wojskowa Sądu Najwyższego utrzymała w mocy wyrok sądu pierwszej instancji z 19 marca 2015 r., jednocześnie ogłaszając, że podsądni nie są winni zbrodni wojennej.
Oskarżeni do końca procesu nie przyznawali się do stawianych im w akcie oskarżenia zarzutów.
Prezydent Andrzej Duda nie skorzystał z prawa łaski względem skazanych.
Od czasu postępowań karnych dotyczących czynów popełnionych w czasie II wojny światowej lub bezpośrednio po niej, był to pierwszy w powojennej Polsce proces w sprawie zbrodni wojennej.